# Загребський собор
Загребський собор (хорв. Zagrebačka katedrala), повна назва — Собор Внебовзяття Діви Марії і святих Степана та Владислава  / хорв. Katedrala Marijina Uznesenja i sv.sv. Stjepana i Ladislava) — католицький собор у столиці Хорватії місті Загребі; кафедральний собор Загребської архідієцезії-митрополії, катедра примаса Хорватії. Це один із символів Загреба і Хорватії від XIX століття, духовний осередок міста і країни.
Храм розташований в історичному центрі колишнього Каптола.

## Опис

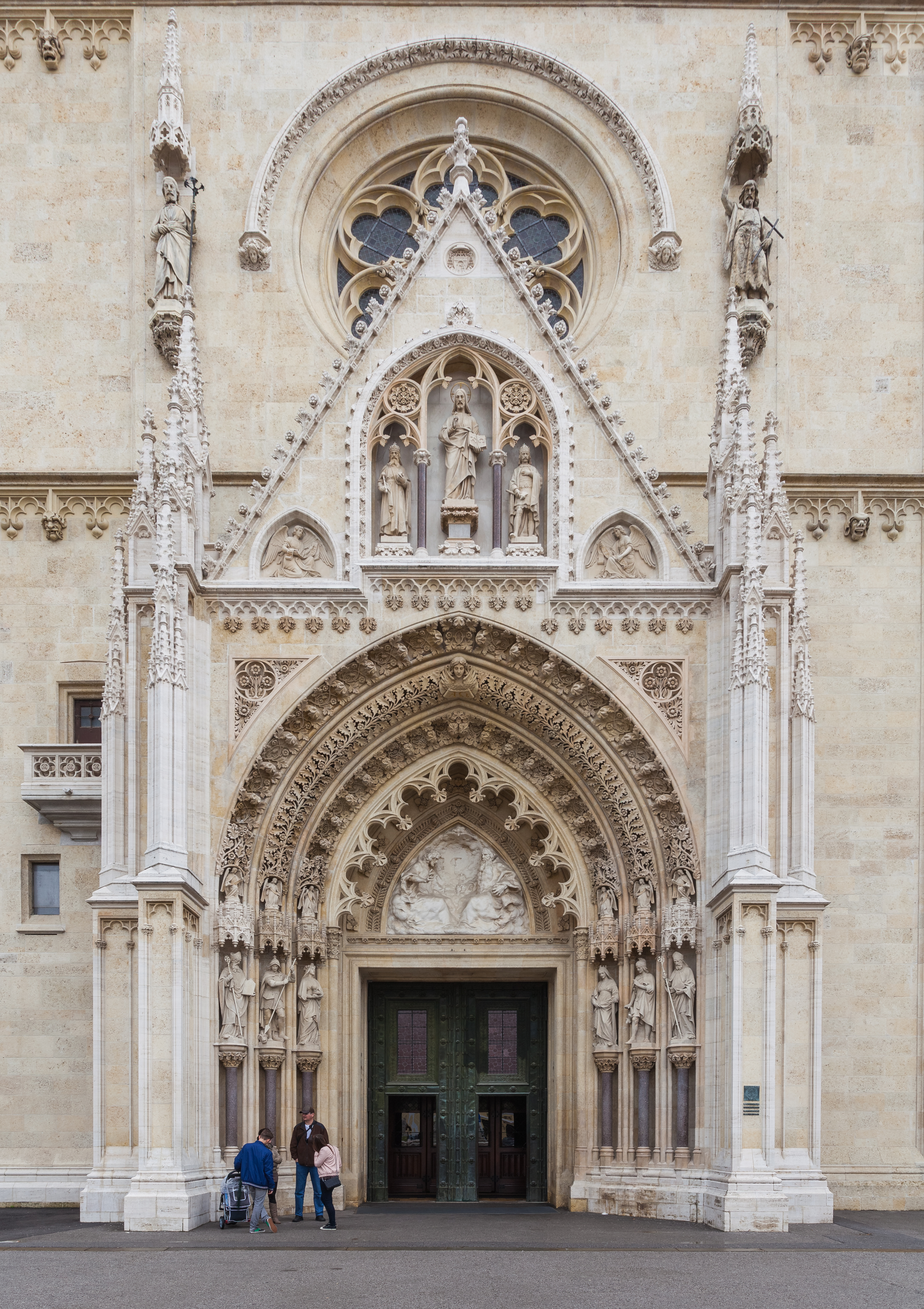
Портал

Кафедральний собор у Загребі є яскравим взірцем неоготики — монументальна, водночас витончена споруда, що тягнеться вгору, виконана в традиційних сіро-бежевих тонах. Розміри будівлі собору — 48,2 на 77 метрів, висота кожної з двох веж сягає 108 метрів. Загребський собор з площею 1 617 м² здатний прийняти на службу понад 5 000 осіб. По обидва боки від центрального входу розташовані майстерно виконані статуї святих.
Внутрішнє оздоблення собору є дуже багатим і красивим, високі стрільчасті вікна прикрашені кольоровими вітражами, статуї і балкони прикрашають різьблення, вкриті позолотою.
Розкішна соборна кафедра 1696 року, яку підтримує ангел, виконана у стилі бароко. Триптих у ризниці належить пензлю Альбрехта Дюрера (1495).
У соборі є усипальниця кардинала Алоїзія Степинаца, Зринського і Франкопана.
Також у Загребському соборі знаходиться один найкращих у Європі орга́нів. Цей інструмент був сконструйований ще наприкінці XIX століття і досі вражає чистотою і красою звучання.

## Історія

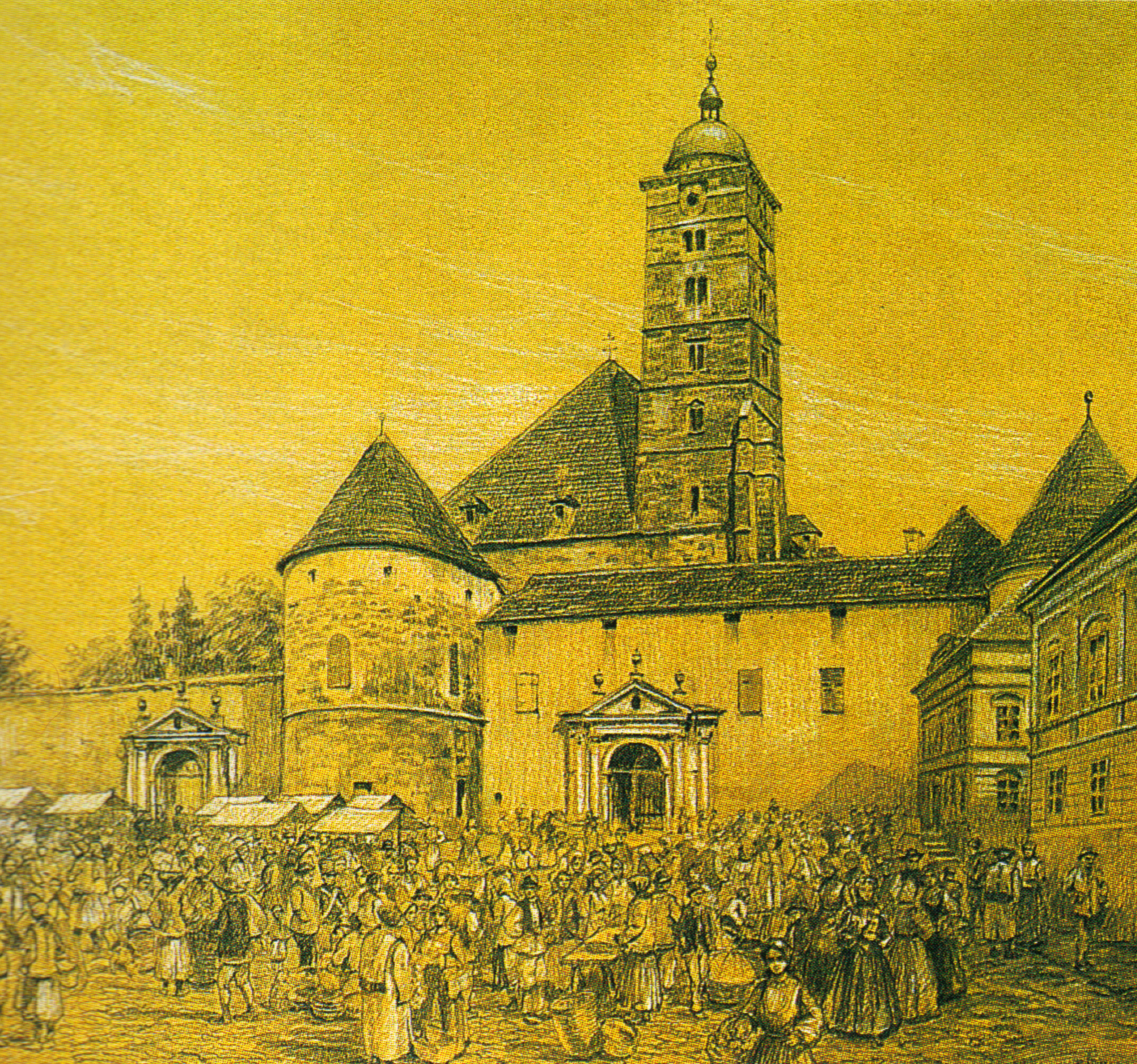
Вигляд собору до землетрусу (1880)

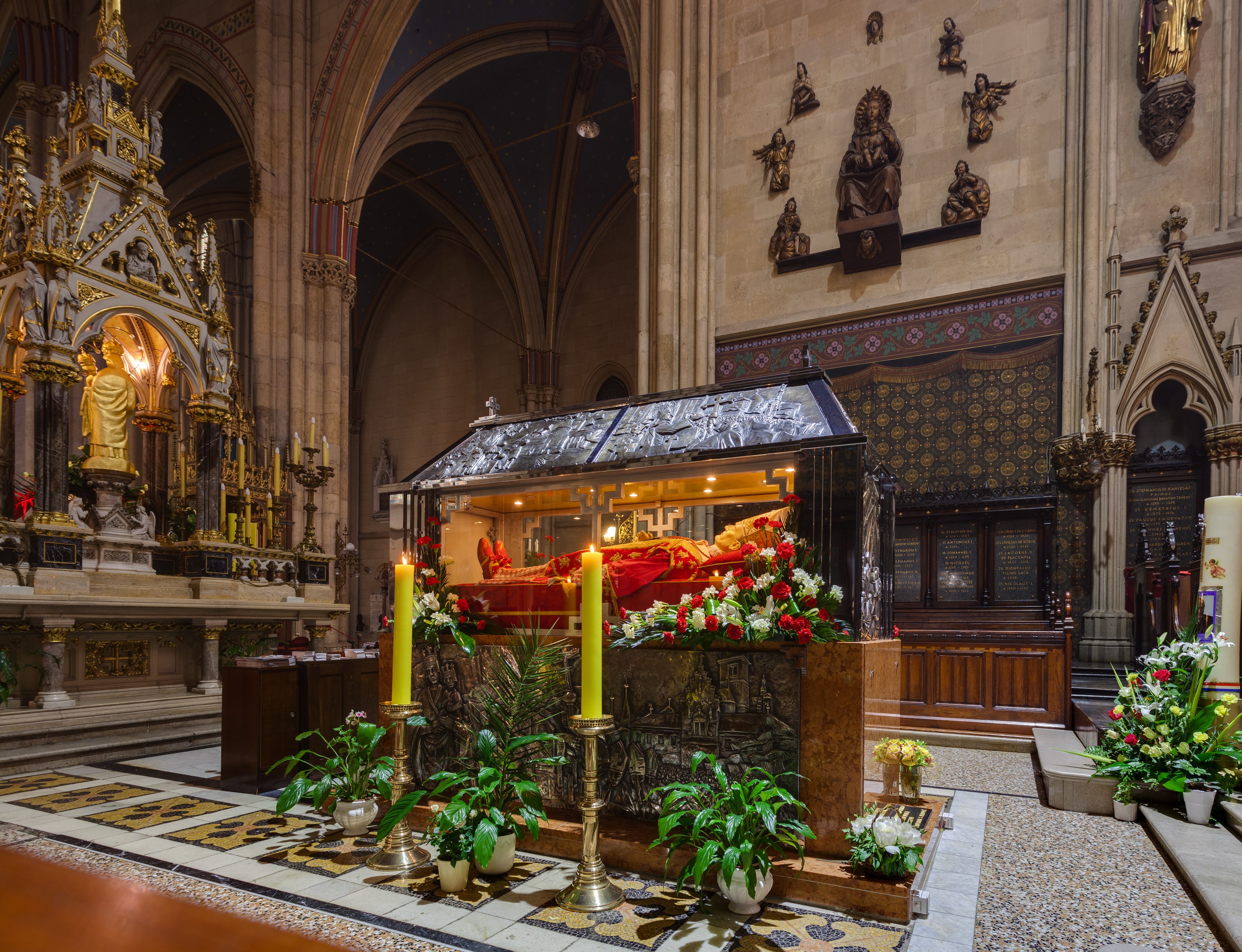
Саркофаг блаженного Алоїзія Степинця

Будівництво собору розпочалося в 1093 році, і відбувалося в перехідному романсько-готичному стилі. Тривало зведення храму довго, і лише 1217 року було завершено, й він був освячений. Проте в 1242 році будівлю було зруйновано під час одного з набігів монголів. Єпископ Тимофій (1263—1287) почав ґрунтовно перебудовувати храм у готичному стилі.
Реконструкція Загребського собору тривала у XIV і XV століттях. Наприкінці XV століття Османська імперія вторглася на територію Боснії і Хорватії, внаслідок чого багато міст почали зводити фортифікаційні укріплення. Навколо собору були також зведені мури, залишки яких збереглася до наших днів.
У XVI столітті мури собору укріплювалися, а в період 1633—41 храм отримав свою масивну вежу у стилі Відродження, спроєктовану Іваном Альберталем (нім. Hans Alberthal), який у 1632 році також звів у соборі мереживне пізньоготичне склепіння.
Загребська катедра постійно потерпала від пожеж та руйнівних ворожих нападів. Але найбільш серйозно храм постраждав у 1880 році в результаті сильного землетрусу — завалилася головна нава. Реставрацію собору доручили архітектору Герману Болле. Австрійський зодчий надав культовій споруді неоготичний вигляд і збудував дві башти, що визначають зараз зовнішній вигляд собору.
У 1980-х роках була здійснена велика реконструкція собору.
Від 1983 року каноніком Загребського митрополичого собору став доктор богослов'я, декан, професор Загребського університету, засновник агіотерапії Томіслав Іванчич.
Загребський собор зображений на зворотному боці банкноти номіналом в 1000 хорватських кун, випущених у 1993 році
У 1997 році у пресвітерії над могилами єпископів і архієпископів Загребських була впорядкована нова гробниця блаженного Алоїзія Степинця, на стінках якої можна переглянути найважливіші моменти його життя і звершень. Це місце стало особливо відвідуваним тисячами вірників, що віддають шану хорватському Блаженному.
Протягом 2000-х років також тривала реставрація Загребського собору з повним відновленням усіх історичних фрагментів і з використанням оригінальних матеріалів, застосованих при будівництві собору.
Внаслідок землетрусу 22 березня 2020 року одна з двох головних веж собору була серйозно поруйнована.

## Виноски
1. ↑  archINFORM — 1994.
2. ↑  https://registar.kulturnadobra.hr/#/details/Z-202
3. ↑  Загребський собор на www.glas-koncila.hr [Архівовано 22 лютого 2017 у Wayback Machine.] (хор.)
4. ↑  Загреб на www.leotour.com.ua [Архівовано 15 березня 2011 у Wayback Machine.] (рос.)
5. ↑  MAKOV tekst o zagrebačkoj katedrali [Архівовано 17 серпня 2011 у Wayback Machine.] (хор.)
6. ↑  Два землетруси у Загребі: пошкоджені будівлі і головний собор Хорватії // Європейська правда. Архів оригіналу за 22 березня 2020. Процитовано 22 березня 2020.